# Ilya Salkind
Ilya Juan Salkind Domínguez, comunemente noto come Ilya Salkind (Città del Messico, 27 luglio 1947), è un produttore cinematografico e produttore televisivo messicano.
Famoso per la collaborazione alle serie cinematografica di Superman, insieme al padre Alexander Salkind, produsse e supervisionò tra l'altro Superman I e Superman II. 
È stato sposato con Jane Cecil Chaplin.

## Filmografia parziale

### Produttore
- Supergirl - La ragazza d'acciaio (Supergirl), regia di Jeannot Szwarc (1984)

### Produttore esecutivo
- Superman, regia di Richard Donner (1978)
- Superman II, regia di Richard Lester (1980)
- Superman III, regia di Richard Lester (1983)
- Superboy - serie TV (1988-1992)